# زوزیمو
زوزیمو آلوس کالازائس (پرتغالی: Zózimo Alves Calazaes; ۱۹ ژوئن ۱۹۳۲ – ۲۱ ژوئیهٔ ۱۹۷۷) بازیکن و مربی فوتبال اهل برزیل بود.
از باشگاه‌هایی که در آن بازی کرده‌است می‌توان به باشگاه ورزشی پورتوگیزا، باشگاه فوتبال اسپورتینگ کریستال، باشگاه فوتبال فلومیننزه، باشگاه فوتبال فلامینگو، و باشگاه ورزشی بانگو اشاره کرد.
وی همچنین در تیم ملی فوتبال برزیل بازی کرده‌است.